# Misurata (província)
Misurata (em árabe: مصراته‎; romaniz.: Miṣrātah; em árabe líbio: Məṣrātah; em berbere: ⵎⴻⵙⵔⴰⵜⴰ) foi uma província da Líbia. Foi criado em 1963, quando contava com 177 939 residentes e seu território correspondia aos de Misurata, Sirte e Zlitene. Em 1973, quando registra-se 178 129 residentes, sofreu alterações em seu território: sua porção leste foi cedida à província do Golfo, enquanto recebeu as porções leste de Gariã e Saba. Em 1983, foi substituída pelo distrito de Misurata.